# 알뿌리

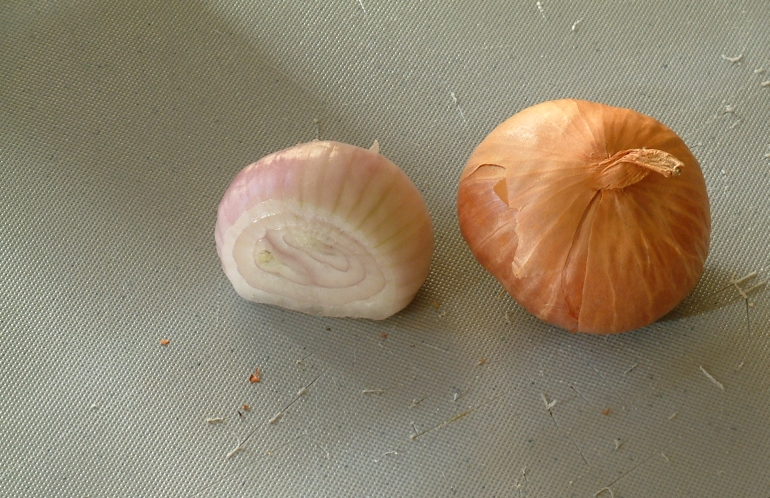
샬롯(서양 파)의 구근(비늘줄기)

알뿌리 또는 구근(球根)은 식물의 뿌리 부분 중에서 땅 아래 수직으로 뻗은 것으로, 구근식물에서 양분을 모아두기 위해 잎이나 줄기, 뿌리 등이 변형된 것이다. 무스카리, 히야신스, 수선화, 아마릴리스, 사프란(크로커스), 튤립, 라룽쿨루스(라넌큘러스), 홍초(칸나) 등의 알뿌리가 있다.

## 종류
- 덩이뿌리(괴근)
- 덩이줄기(괴경)
- 비늘줄기(인경)
- 알줄기(구경)

## 같이 보기
- 알줄기
- 주근 (식물학)